# Cosmarium bimmillatum
Cosmarium bimmillatum là một loài Song tinh tảo trong họ Desmidiaceae, thuộc chi Cosmarium.